# Tebeo
Tebeo é o nome pelo qual são conhecidos na Espanha, as histórias em quadrinhos. Tebeo é uma adaptação fonética de TBO, uma revista em quadrinhos de longa data (1917–1983), e soa como "te veo" (te vejo).

## História
Origens

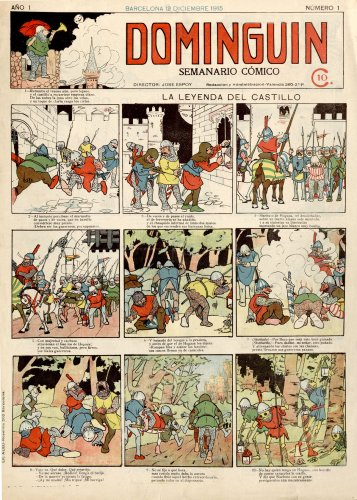
Primeira edição de Dominguín, 1915

TBO foi influente na popularização da mídia. Uma das características recorrentes da revista foi Los grandes inventos del TBO ("as grandes invenções do TBO"), que retratava as bem-humoradas máquinas de Rube Goldberg.
Outras importantes revistas de foram Dominguín (1915–1916), Pulgarcito (1921–1986) e Lily (este último para as meninas).
Franco e a censura
Após a Guerra Civil Espanhola, o regime de Francisco Franco impôs uma censura rigorosa em todos os meios de comunicação, e os quadrinhos não foram exceção. Como parte dessa proibição, os quadrinhos de super-heróis foram proibidos pelo regime franquista; como resultado, heróis de quadrinhos foram baseados em ficção histórica. Em 1944, o herói medieval El Guerrero del Antifaz ("o guerreiro mascarado") foi criado por Manuel Gago e publicado pela Editorial Valenciana. Outro herói medieval popular, Capitán Trueno, foi criado em 1956.
Apesar do controle de Franco, as décadas de 1940 e 1950 são consideradas uma Era de Ouro dos quadrinhos espanhóis, e muitos títulos estavam no auge de sua popularidade. Durante esse período, a Editorial Bruguera criou um estilo reconhecido de quadrinhos de humor com uma mistura de comédia de costumes e pastelão com perdedores crônicos. Entre os personagens populares desta época estavam El repórter Tribulete de Cifré, Carpanta e Zipi y Zape de Escobar e Las hermanas Gilda de Vázquez. Editorial Bruguera também publicou quadrinhos de aventura como Capitán Trueno e Silver Roy. Em 1958, Mortadelo y Filemón de Francisco Ibáñez foi publicado pela primeira vez na revista Pulgarcito, uma série que logo se tornou a mais popular na Espanha.
Editorial Valenciana publicou quadrinhos de aventuras como Roberto Alcázar y Pedrín (estreando em 1940) e El Guerrero del Antifaz. A série humorística de da Editorial Valenciana não era uma pastelão, mas uma comédia mais absurda e inofensiva; eles caracterizaram o desenho sintético e, em termos acadêmicos, foram mais acabados, com uma "abundância de fundos, mudança de perspectiva, profundidade de campo".
Na década de 1960, os quadrinhos espanhóis tiveram de se adaptar aos tempos de mudança e à censura mais restritiva. Editorial Bruguera foi a líder dos quadrinhos juvenis nesses anos, com autores como Fresnos, Jan, Joan March, Nicolás, Jaume Ribera e Jaume Rovira. Em 1969 a revista Gran Pulgarcito publicou a primeira tira longa (44 páginas) de Mortadelo y Filemón. Um dos autores que se adaptaram bem a este estilo mais surreal foi Vázquez com sua faixa Anacleto, agente secreto.
Os adultos liam quadrinhos de terror como Dossier Negro (1968), Vampus (1971) ou Rufus (1973), ou quadrinhos satíricos como El Papus (1973). Os quadrinhos de humor da década de 1970 tornaram-se mais absurdos, com personagens como Sir Tim O'Theo (1970) ou Superlópez (1975).
Era Pós-Franco
Após a morte de Franco em 1975, houve um crescente interesse em quadrinhos para adultos, com revistas como Totem, El Jueves, 1984, e El Víbora. Em 1989 foi inaugurada a convenção anual de quadrinhos de Barcelona.
A saturação do mercado tornou-se evidente em 1983 com o fechamento das revistas da Ediciones Metropol. As publicações durante esta era foram complicadas por uma crise que aumentou o preço do papel, assim como a ascensão de vídeo games.
Editorial Bruguera entrou em falência em 7 de junho de 1982. Em 1986 foi adquirida pelo Grupo Z e transformada em Ediciones B. Na década de 1990, a maioria das revistas de quadrinhos adultos (Cairo, Zona 84, Cimoc) pararam de circular. El Víbora fechou em 2005. O sobrevivente mais notável da época era El Jueves.
Mortadelo e todas as revistas da Ediciones B desapareceram em 1996. Mortadelo y Filemón e Superlópez ainda são publicadas diretamente em formato de álbum.
Entre as notáveis webcomics espanhóis são ¡Eh, tío!, El joven Lovecraft e El Listo.